# Wereldbeker schaatsen 2008/2009 - Wereldbeker 4 - 1e 1000 meter vrouwen
De derde van 10 wedstrijden voor de wereldbeker schaatsen 1000 meter werd gehouden op 6 december 2008 in Changchun.

## Uitslag A-divisie
| rang   | schaatser              | tijd    | punten |
| ------ | ---------------------- | ------- | ------ |
| Goud   | Kristina Groves        | 1.18,18 | 100    |
| Zilver | Shannon Rempel         | 1.18,20 | 80     |
| Brons  | Laurine van Riessen    | 1.18,48 | 70     |
| 4      | Brittany Schussler     | 1.19,01 | 60     |
| 5      | Jekaterina Lobysjeva   | 1.19,09 | 50     |
| 6      | Monique Angermüller    | 1.19,33 | 45     |
| 7      | Ren Hui                | 1.19,38 | 40     |
| 8      | Annette Gerritsen      | 1.19,47 | 36     |
| 9      | Shihomi Shinya         | 1.19,59 | 32     |
| 10     | Jekaterina Malysjeva   | 1.19,79 | 28     |
| 11     | Sayuri Yoshii          | 1.20,00 | 24     |
| 12     | Tomomi Okazaki         | 1.20,15 | 21     |
| 13     | Heike Hartmann         | 1.20,19 | 18     |
| 14     | Lee Sang-hwa           | 1.20,25 | 16     |
| 15     | Bo-Ra Lee              | 1.20,53 | 14     |
| 16     | Marianne Timmer        | 1.20,76 | 12     |
| 17     | Xing Aihua             | 1.20,87 | 10     |
| 18     | Gabriele Hirschbichler | 1.21,32 | 8      |
| 19     | Joelia Nemaja          | 1.21,72 | 6      |
| 20     | Tamara Oudenaarden     | DQ      | 5      |

## Loting
| rit | binnenbaan             | buitenbaan           |
| --- | ---------------------- | -------------------- |
| 1   | Tamara Oudenaarden     | Marianne Timmer      |
| 2   | Gabriele Hirschbichler | Bo-Ra Lee            |
| 3   | Xing Aihua             | Shihomi Shinya       |
| 4   | Joelia Nemaja          | Heike Hartmann       |
| 5   | Brittany Schussler     | Tomomi Okazaki       |
| 6   | Ren Hui                | Jekaterina Malysjeva |
| 7   | Sayuri Yoshii          | Lee Sang-hwa         |
| 8   | Monique Angermüller    | Jekaterina Lobysjeva |
| 9   | Shannon Rempel         | Annette Gerritsen    |
| 10  | Kristina Groves        | Laurine van Riessen  |

## Top 10 B-divisie
| rang | schaatser           | tijd    | punten |
| ---- | ------------------- | ------- | ------ |
| 1    | Margot Boer         | 1.18,84 | 25     |
| 2    | Jin Peiyu           | 1.19,49 | 19     |
| 3    | Yu Jing             | 1.19,80 | 15     |
| 4    | Jekaterina Sjichova | 1.20,11 | 11     |
| 5    | Sanne Delfgou       | 1.20,35 | 8      |
| 6    | Zhang Shuang        | 1.20,79 | 6      |
| 7    | Hyon-Suk Ko         | 1.21,27 | 4      |
| 8    | Anzjelika Kotjoega  | 1.21,76 | 2      |
| 9    | Sayuri Osuga        | 1.21,83 | 1      |
| 10   | Svetlana Radkevitsj | 1.22,14 | 0      |